# Krajowy Zasób Nieruchomości
Krajowy Zasób Nieruchomości (KZN) – polska państwowa osoba prawna utworzona na mocy ustawy z 20 lipca 2017 o Krajowym Zasobie Nieruchomości. Ustawa weszła w życie 11 września 2017. Zgodnie z jej postanowieniami, siedzibą KZN jest miasto stołeczne Warszawa. KZN działa na podstawie ustawy i statutu.
Nadrzędną misją instytucji jest realizowanie obowiązku prowadzenia przez władze publiczne polityki sprzyjającej zaspokojeniu potrzeb mieszkaniowych. Do najważniejszych zadań KZN należy m.in. gospodarowanie nieruchomościami wchodzącymi w skład Zasobu, tworzenie warunków do zwiększenia dostępności mieszkań, podejmowanie działań mających na celu realizację inwestycji mieszkaniowych, tworzenie warunków ułatwiających powstawanie mieszkań gminnych, rozwój budownictwa czynszowego. Krajowy Zasób Nieruchomości jest odpowiedzialny za realizację rządowego programu Mieszkanie Plus.
Biuro Krajowego Zasobu Nieruchomości składa się z czterech departamentów:
1. Departamentu Gospodarowania Nieruchomościami
2. Departamentu Nadzoru Właścicielskiego
3. Departamentu Organizacyjnego
4. Departamentu Rozwoju i Analiz.

Biuro KZN zapewnia obsługę rady nadzorczej i prezesa KZN. Siedziba biura KZN znajduje się przy ulicy Nowy Świat 19 w Warszawie. Nadzór nad instytucją sprawuje minister właściwy do spraw budownictwa, planowania i zagospodarowania przestrzennego oraz mieszkalnictwa.

## Kierownictwo
- 2017–2018: Tomasz Tomala – pełnomocnik ds. organizacji Krajowego Zasobu Nieruchomości[7]
- 2018–2019: Grzegorz Muszyński – pełnomocnik ds. organizacji Krajowego Zasobu Nieruchomości[8]
- 2019–2020: Wojciech Szelągowski – pełnomocnik ds. organizacji Krajowego Zasobu Nieruchomości[9]
- 19 marca 2020[10]–2021: Bartłomiej Druziński – prezes
- 2021–2023: Arkadiusz Urban – prezes, (w okresie od sierpnia do grudnia 2021 zastępca prezesa pełniący obowiązki prezesa)
- od 2024: Łukasz Bałajewicz – prezes[11][12]